# Circo romano de Mérida
O circo romano de Mérida (Mérida, Espanha) é o circo romano que foi construído na colónia romana de Emerita Augusta, fundada a 25 a.C. por Augusto (r. 27 a.C.-14 d.C.), para os soldados licenciados do exército romano de duas legiões veteranas das Guerras Cantábricas: Legio V Alaudae e Legio X Gemina. A cidade foi capital da província romana da Lusitânia. O termo emeritus significada em latim "retirado" e referia-se, neste caso, aos soldados distinguidos com honra.
O circo é parte integrante do Conjunto Arqueológico de Mérida, um dos principais e mais extensos conjuntos arqueológicos de Espanha. Foi declarado Património Mundial em 1993 pela UNESCO
A sua construção teve início nos primórdios do século I (ano 20) durante a época de Tibério e era o maior dos edifícios de espectáculos da cidade, juntamente com o anfiteatro.
Na lápide comemorativa da restauração do Circo de Mérida (337-340) surgem mencionados os imperadores Constâncio, Constantino II e Constante I, filhos de Constantino I:
Neste tão florescente e bem-aventurado século, [...] da época dos nossos senhores imperadores Flávio Cláudio Constantino, pio, feliz e máximo vencedor, Flávio Júlio Constâncio e Constante I, vencedores e augustos sempre poderosíssimos, Tibério Flávio Leto, ilustríssimo varão [...], ordenou que o circo, destruído pelo tempo, fosse reconstruído com novas colunas, rodeado com água e, assim, continuando Júlio Saturnino, perfeitíssimo varão e governador da província de Lusitânia, o seu aspecto devidamente reconstruído proporcionou à ilustre Colónia dos emiretenses [...]